# Vicente Uriz Balliriain
Vicente Uriz Balliriain (Pamplona, 28 de setembre de 1970) és un exfutbolista navarrès, que ocupà la posició de migcampista.

## Trajectòria
Després de passar pel CD Izarra, el 1991 arriba al filial de l'Athletic Club, on roman dues temporades jugant a Segona Divisió. Sense debutar amb el primer equip, el 1993 marxa al Llevant UE, i dos anys després, recala al CD Logroñés.
Uriz va ser un dels jugadors més importants del conjunt de La Rioja a la segona meitat de la dècada dels 90, jugant sobretot a la categoria d'argent, però també a primera divisió la temporada 96/97. A les postres, entre 1995 i el 2000, el navarrès va jugar 180 partits amb l'equip de Las Gaunas.
L'estiu del 2000 el Logroñés perd la categoria i Uriz fitxa pel Racing de Ferrol, on és titular dos anys abans de passar a la SD Eibar, amb qui juga 26 partits de la temporada 02/03. Posteriorment, el migcampista ha seguit la seua carrera en equips de Segona B i Tercera, com el CD Logroñés de nou (03/04), la SD Ponferradina (04/07), amb qui pujaria a Segona Divisió, CD Lugo (07/08) i CD Alfaro (08/09).